# 司马钦
司马钦（？—365年5月6日），河内郡温县（今河南省焦作市温县）人，曹魏舞阳成侯司马防六世孙，南中郎将、持节、平南将军、彭城康王司马释之子，东晋宗室、官员。

## 生平
乐成县王司马融去世时没有儿子，建兴年间，琅邪王司马睿以司马钦作为司马融的嗣子继承乐成县王的爵位。咸和五年九月甲辰（330年10月8日），司马钦改封河间王。永和九年（353年）八月，朝廷派遣司马钦兼任太尉，修复洛阳的五个西晋皇帝帝陵。兴宁三年三月癸酉（365年5月6日），散骑常侍、河间王司马钦去世。朝廷赠予车骑大将军、仪同三司、谥号武王。

## 家庭

### 兄弟
- 司马雄，东晋彭城王
- 司马纮，东晋彭城王

### 子女
- 司马昙之，东晋河间景王
- 司马范之，东晋游击将军、章武王，过继给司马珍